# Vladimir Petrović (Fußballspieler, 1955)
Vladimir Petrović (serbisch-kyrillisch Владимир Петровић; * 1. Juli 1955 in Belgrad, Jugoslawien), auch Pižon genannt, ist ein ehemaliger jugoslawischer Fußballspieler und war von September 2010 bis Oktober 2011 Trainer der serbischen Nationalmannschaft.

## Karriere als Spieler

### Im Verein
Petrović begann seine Laufbahn als Berufsfußballer 1972 als 17-Jähriger bei seinem Heimatstadtklub Roter Stern Belgrad, der damals der dominierende Verein in der jugoslawischen Liga war. Gleich in seiner ersten Spielzeit avancierte der Mittelfeldspieler zur Stammkraft und erzielte auch seine ersten beiden Treffer. Zugleich debütierte Petrović auch im Europapokal und erreichte mit Roter Stern im UEFA-Pokal die 3. Runde. Am Ende stand dann der Meistertitel. Seinen Status als Stammspieler konnte Petrović auch in den beiden folgenden Jahren bestätigen, die für Roter Stern allerdings bis auf den Ligameister-Cup 1973 titellos verliefen. Höhepunkte gab es aber im Europapokal der Landesmeister und Europapokal der Pokalsieger, wo 1973/74 der FC Liverpool und 1974/75 Real Madrid ausgeschaltet werden konnten.
In den Spielzeiten von 1975 bis 1977 wurde Petrović dann wenig eingesetzt und erzielte in zwei Spielzeiten nur ein Tor. In den drei Saisons zuvor hatte er noch insgesamt 14 Mal getroffen. 1976/77 konnte er mit Roter Stern aber wenigstens seinen zweiten Meistertitel erringen. Das Jahr 1977/1978 brachte Petrović jedoch wieder einen Platz in der Stammelf und mit neun Toren die in dieser Hinsicht erfolgreichste Runde seiner gesamten Laufbahn. Ein weiteres internationales Ausrufezeichen setzte der Klub dann in der nächsten Saison mit dem Einzug ins Finale des UEFA-Pokals, das allerdings mit 1:1 und 0:1 gegen Borussia Mönchengladbach abgegeben werden musste.
Die folgenden drei Spielzeiten sollten die letzten von Petrović im Roter-Stern-Trikot sein, trotzdem erlebte er mit seinem Verein noch einmal eine titelreiche Zeit. 1980 und 1981 wurde man erneut jugoslawischer Landesmeister, 1982 folgte zudem der erste nationale Pokalsieg in Petrovićs Karriere. Nach zehneinhalb Jahren in seiner Heimat entschloss sich der Mittelfeldspieler im Winter 1982/83 zum Schritt nach Westeuropa. Er hatte insgesamt 257 Ligaspiele für Roter Stern bestritten, dabei 49 Treffer markiert und den Spitznamen Pižon erhalten. Er gilt bis heute als einer der bedeutendsten Spieler in der Geschichte des Vereins.
Im Januar 1983 unterzeichnete Petrović einen Vertrag beim englischen Verein FC Arsenal. Zwar bestritt er für den späteren Zehnten der ersten englischen Liga in der Rückrunde 13 Partien und erzielte zwei Tore, doch bereits im Sommer wurde der Serbe wieder an Royal Antwerpen nach Belgien abgegeben. Dort konnte er sich einen Platz in der ersten Elf erobern und netzte gleich in seiner ersten Saison siebenmal ein. Nach zwei Jahren zog es ihn weiter zu Stade Brest nach Frankreich. Auch dort schaffte er auf Anhieb den Sprung zum Leistungsträger und entschloss sich 1986 für einen Wechsel zurück nach Belgien, wo er einen Vertrag bei Standard Lüttich unterschrieb. Für den Verein verlief die Saison mit dem zehnten Rang in der Liga wenig erfolgreich, der Serbe konnte sich aber auch hier durchsetzen.
Im Alter von 32 Jahren entschloss sich Petrović zu einem letzten Vereinswechsel, welcher ihn zurück nach Frankreich zu Zweitligist AS Nancy führte. Den direkten Wiederaufstieg konnte Nancy jedoch auch mit dem serbischen Mittelfeldspieler nicht bewerkstelligen. Im Sommer 1988 beendete Vladimir Petrović schließlich seine aktive Karriere, in der er insgesamt 417 Ligaspiele absolviert und 72 Ligatore erzielt hatte.

### Nationalmannschaft
Am 26. September 1973 debütierte Petrović in der jugoslawischen Nationalmannschaft beim 1:1 gegen Ungarn. Sein erstes Tor schoss er aber erst 1978 gegen Rumänien. Mit den Jugoslawen nahm er an zwei Fußball-Weltmeisterschaften teil: 1974 in Deutschland kam er zu zwei Teileinsätzen in der Gruppenphase, 1982 in Spanien erzielte er zwar den 1:0-Siegtreffer gegen Honduras, doch auch er konnte das Vorrundenaus nach einem 1:2 gegen den Gastgeber und einem 0:0 gegen Nordirland nicht verhindern. Mit seinem Wechsel nach England 1983 endete seine Länderspielkarriere, im Oktober 1982 gegen Norwegen (1:3) machte er sein letztes internationales Spiel. In insgesamt 34 Einsätzen für Jugoslawien hatte er fünf Treffer markiert.

## Karriere als Trainer
Bereits zwei Jahre nach seinem Karriereende als Aktiver wurde Petrović Assistenztrainer bei seinem Heimatverein Roter Stern Belgrad, mit dem er in dieser Funktion 1991 den Europapokal der Landesmeister gewann und damit den größten Erfolg in der Vereinsgeschichte feierte. Außerdem fielen zwei jugoslawische Meistertitel und ein Pokalsieg Roter Sterns in diese Zeit. Seine erste Station als Cheftrainer war 1994/95 der Zweitligist FK Bor.
Im Juli 1996 übernahm Petrović dann das Traineramt bei Roter Stern, wurde aber im August 1997 wegen Erfolglosigkeit wieder entlassen. Im Europapokal der Pokalsieger hatte er den 1. FC Kaiserslautern zuvor mit 0:1 und 4:0 besiegen können. Nach längerer Arbeitslosigkeit wurde er im Januar 1999 erneut vom FK Bor angestellt, wo er allerdings nur bis September verblieb.
Im Juli 2002 wurde Petrović Nationaltrainer der U-21-Auswahl des inzwischen unabhängigen Serbien-Montenegro, bis er 2004 Coach als des serbischen Erstligisten Vojvodina Novi Sad angestellt wurde. Nach nur einem halben Jahr wurde er aber auch hier entlassen. Mitte 2005 zog es den Serben nach China zu Dalian Shide. Mit dem Titelverteidiger in der Meisterschaft erreichte er Rang fünf. Im September 2007 übernahm er die chinesische Fußballnationalmannschaft. Nach dem Aus in der WM-Qualifikation wurde er seiner Aufgaben 2008 entbunden. 2009 kehrte er zu Roter Stern Belgrad zurück, wurde aber schon im folgenden März wieder gegangen. Nach einer mehrmonatigen Station beim FC Timișoara in Rumänien coachte er ab 2010 zum zweiten Mal in seiner Laufbahn Serbiens Nationalauswahl. Nach dem Ausscheiden in der EM-Qualifikation 2011 verlor er auch diesen Job wieder. Am 21. Februar 2013 gab der irakische Fußballverband bekannt, dass Petrović die Nationalmannschaft des Landes übernehmen wird.